# Varices esofágicas
Las varices esofágicas son dilataciones venosas patológicas en la submucosa del esófago que se producen habitualmente en pacientes con hipertensión portal.  El problema de las varices esofágicas se presenta cuando provocan sangrado digestivo.  El sangrado digestivo por varices suele ser masivo y, cuando ocurre, es potencialmente mortal sin tratamiento.

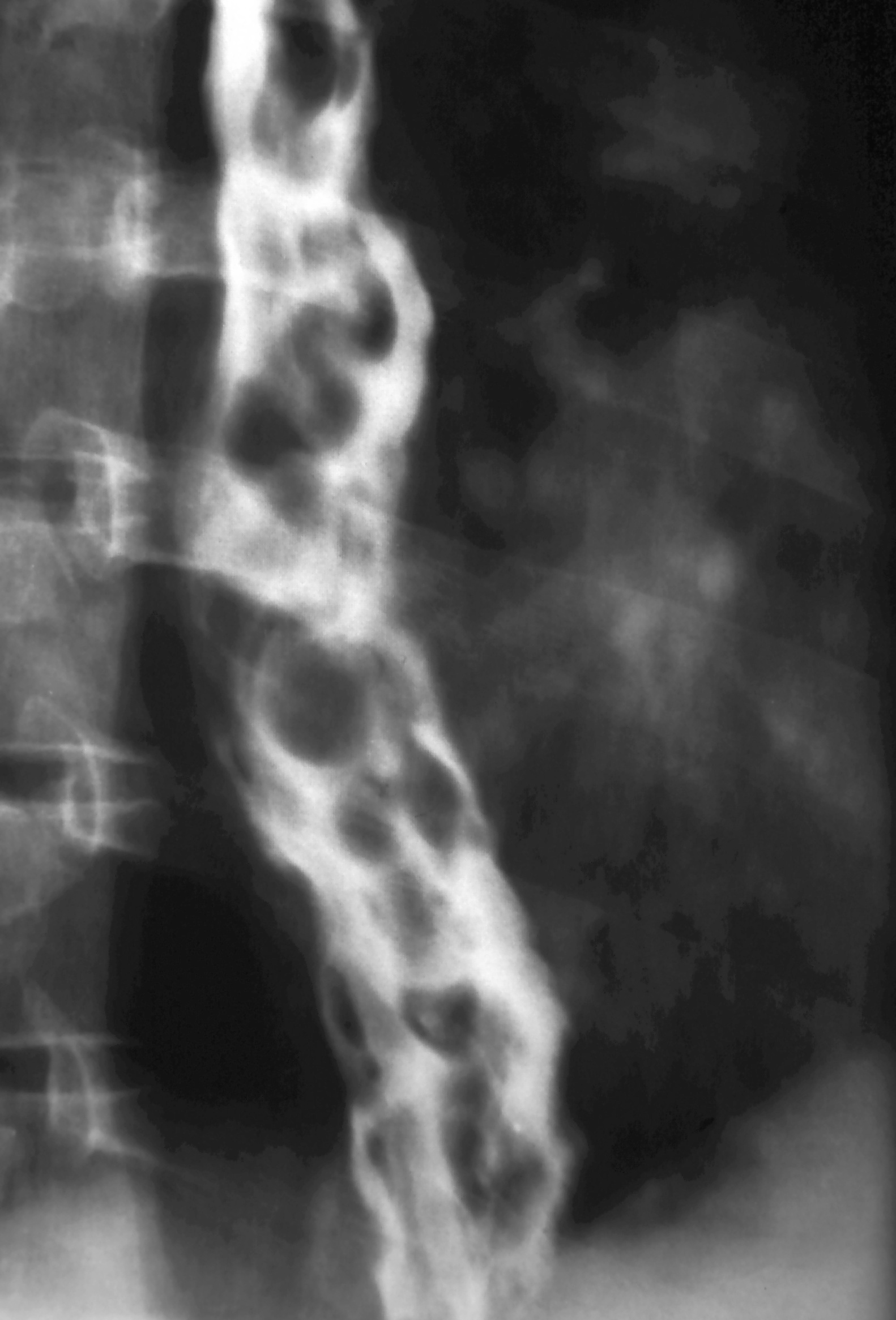

## Etiopatogenia
En raras ocasiones, esta patología se presenta de forma primaria como una malformación vascular llamada congénita, sin importancia clínica, que aparece, al contrario que en el resto de casos, con más frecuencia en los dos tercios superiores del esófago.
En aproximadamente un 90 % de los casos, las varices esofágicas aparecen de forma secundaria a un incremento de la circulación portal. La hipertensión portal es una condición en que la presión en la vena porta está elevada, usualmente a más de 12 mmHg. La vena porta se forma con la unión de la vena esplénica y la vena mesentérica superior. La vena mesentérica inferior también pertenece a este sistema. Esto produce que toda la sangre de los intestinos (delgado y grueso) drene al sistema porta.
Cuando la presión de este sistema está aumentada, la sangre busca vías alternativas de flujo.
Uno de estos trayectos alternativos es la comunicación existente entre las venas gástricas (que drenan en el sistema porta) y las venas esofágicas (que drenan en la vena gástrica Izquierda). Cuando la sangre busca este trayecto, dilata las venas esofágicas y produce varices.
La hipertensión portal puede tener su causa a nivel prehepático, intrahepático (en el hígado) o post hepático. Así pues, una trombosis de la vena porta es una causa prehepática. Puede existir una hipertensión portal segmentaria relacionada con una pancreatitis crónica o un carcinoma pancreático que obstruyan la vena esplénica.
En los casos prehepáticos, las varices suelen aparecen a la altura del fundus gástrico. Como causa hepática más común está la cirrosis, que a su vez es la causa más frecuente de varices esofágicas.  Entre las causas post hepáticas se encuentra cualquiera que provoque una obstrucción en el sistema venoso entre el corazón derecho y el hígado.
De manera resumida, las afecciones que pueden causar varices esofágicas son:
- cirrosis;
- hepatitis viral;
- esteatohepatitis;
- cirrosis biliar primaria y secundaria;
- fármacos hepatotóxicos;
- toxinas ambientales;
- esquistosomiasis;
- hepatitis autoinmune;
- deficiencia de alfa-1 antitripsina;
- hemocromatosis;
- enfermedad de Wilson;
- síndrome de Budd-Chiari;
- galactosemia;
- enfermedades por almacenamiento de glucógeno;
- carcinoma pancreático;
- pancreatitis crónica.

## Cuadro clínico
Las varices esofágicas no conllevan síntomas primarios por sí mismas, viéndose más afectada la salud del paciente por la enfermedad que provoca la hipertensión portal. Si no se han detectado en una endoscopia anterior, el primer signo visible suele ser la hematemesis provocada por la rotura en una de las lesiones varicosas. Normalmente se da un vómito en el que se observan sangre y coágulos. También se puede manifestar por melenas al producirse el goteo de sangre de una de las varices.
Al aumentar la tensión de los vasos afectados, pueden romperse las paredes de las varices con lo que se daría una hemorragia masiva, potencialmente mortal (entre el 17 y 57 % de los afectados).  Estos pacientes presentan a menudo inestabilidad hemodinámica, taquicardia e hipotensión.

## Diagnóstico
El diagnóstico se establece por medio de una esofagogastroduodenoscopia, la cual debe ser realizada en todo paciente con hemorragias idiopáticas, cirrosis o esplenomegalia  y con carácter de urgencia si presentan sangrado digestivo masivo. Las varices se presentan de color azul, redondeadas y compresibles, haciendo prominencia en la mucosa del esófago. La ventaja de este diagnóstico directo es poder saber su posición, tamaño y otros signos como manchas rojas brillantes que indiquen un inminente sangrado o coágulos de sangre donde haya existido una hemorragia.

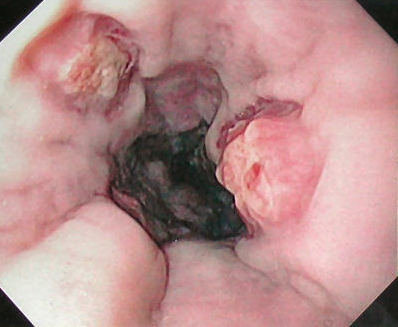
Varices esofágicas días después de una ligadura. Se observa ulceración alrededor de las bandas endoscópicas.

También pueden detectarse mediante radiografía aplicando una papilla de bario. En el medio de contraste se observan las lesiones como manchas negras, con típica conformación en collar de perlas o panal de abejas. Este método actualmente es poco localizado y a menudo no se ven siempre. La ecoendoscopia con Doppler se utiliza para obtener imágenes del flujo sanguíneo y su hemodinámica.

## Tratamiento
El manejo debe ser endoscópico en primera opción.  El endoscopista, usualmente un gastroenterólogo, debe detener el sangrado si está activo o detectar el punto de sangrado si este paró y debe aplicar tratamiento endoscópico. Existen tres opciones, la primera es la ligadura con bandas endoscópicas de las várices esofágicas (que es la más utilizada), la segunda la inyección de sustancias esclerosantes en las varices o contigua a la misma.
Para las várices en esófago se ha visto que la ligadura es el método más simple y con menos complicaciones. Usualmente la única complicación es la estenosis (estrechamiento) por fibrosis del esófago (cicatrización) y la posible aparición de varices secundarias en el estómago. La inyección de sustancias esclerosantes tiene un mayor riesgo de perforación y de infección local.  
Junto con el tratamiento endoscópico, se usa tratamiento médico con medicamentos intravenosos que disminuyen el flujo sanguíneo a las varices. Se usan dos tratamientos principalmente, en América (del Norte, Central y del Sur) se prefiere usar el octreotido, mientras que en Europa se prefiere la terlipresina, ambos con excelentes resultados. Se recomienda mantener este tratamiento durante 5 días que es el período de mayor riesgo de resangrado.
Todos los pacientes con hepatopatía crónica y sangrado digestivo deben recibir antibióticos de manera preventiva.

## Profilaxis
Ningún tratamiento garantiza que un paciente no presente nunca un sangrado por varices, pero algunos disminuyen esa posibilidad. 
Los beta-bloqueadores no selectivos como el propanolol o el nadolol, están indicados en todos los pacientes con varices que los toleren. Son medicamentos que fueron diseñados como antihipertensivos sistémicos (medicamentos para la hipertensión arterial), pero tienen la propiedad de bajar también la presión de la vena porta en algunos pacientes. Han mostrado consistentemente disminuir la posibilidad de sangrar tanto en los pacientes que nunca han sangrado como en los que ya han tenido episodios de sangrado previo.  No son de utilidad para prevenir el desarrollo de varices en los pacientes.
La terapéutica endoscópica es la otra forma de prevenir el sangrado por varices. Este método se usa en los pacientes que nunca han presentado una hemorragia en sus varices y que tienen contraindicación o que no toleran el propranolol.  También se debe usar este tratamiento en todos los pacientes que han sangrado previamente para evitar nuevos episodios hemorrágicos.